# Etterna
Etterna è un album del soprano francese Emma Shapplin, pubblicato nel 2002

## Tracce
1. Un sospir' di voi – 4:13
2. Aedeus – 4:11
3. Da me non venni – 4:24
4. La notte etterna – 5:48
5. Leonora – 3:57
6. Celtica – 5:08
7. La silente riva – 3:53
8. Spesso, sprofondo – 5:59
9. Mai più serena – 4:15
10. Nell'aria bruna – 5:16
11. Finale – 1:15
12. La notte etterna (remix) – 3:40